# Dory Funk, Jr.
Dorrance "Dory" Earnest Funk (3 de febrero de 1941) es un luchador profesional y entrenador de lucha libre estadounidense. Él es el hijo de Dory Funk. y hermano de Terry Funk.

## Campeonatos y logros
- All Japan Pro Wrestling

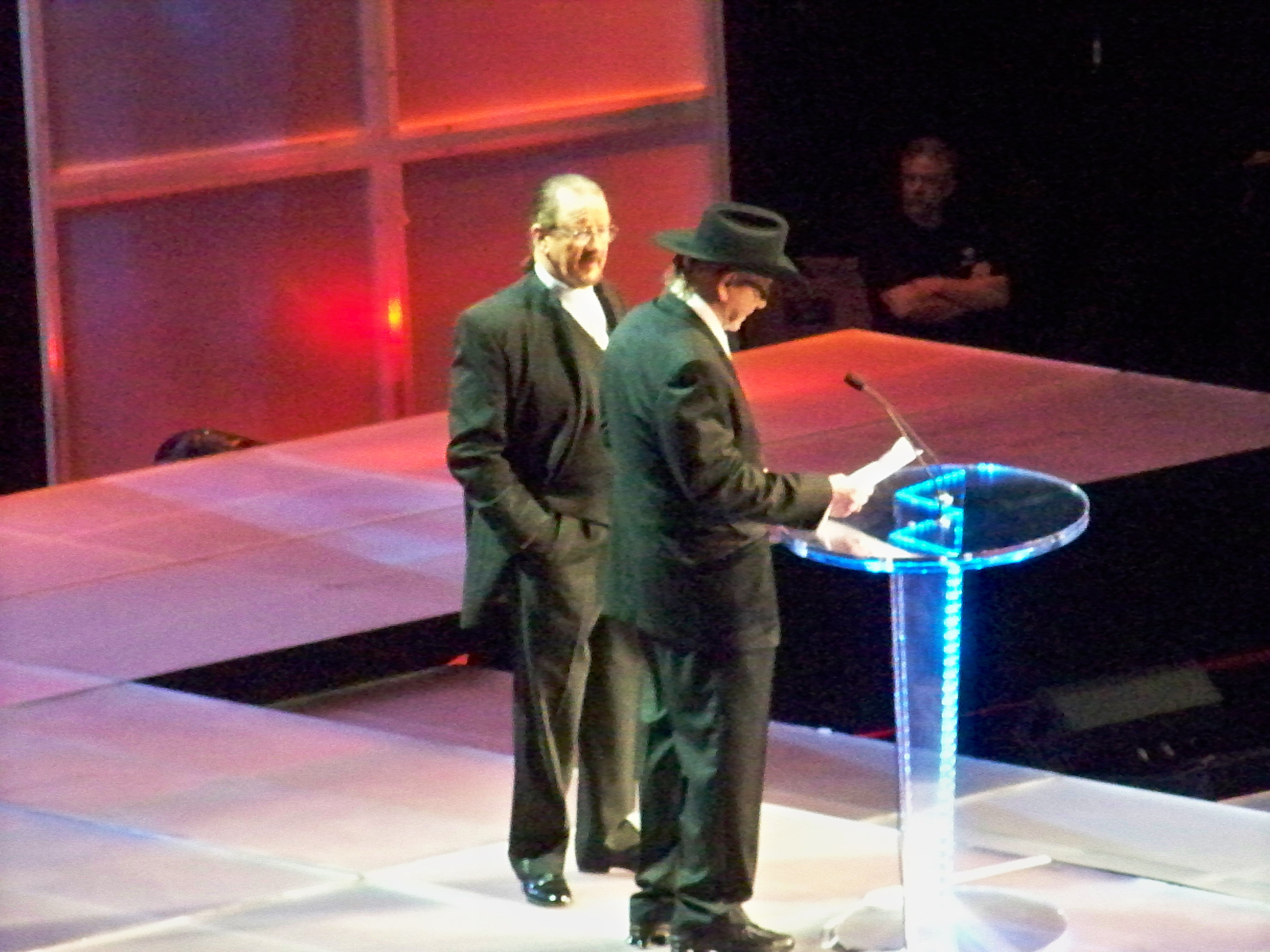
Dory y Terry Funk en el Salón de la Fama de 2009.

  - NWA International Heavyweight Championship (2 veces)
  - World's Strongest Tag Team League (1977, 1979, 1982) - con Terry Funk

- Cauliflower Alley Club
  - Other honoree (1998)

- Championship Wrestling from Florida
  - NWA Florida Heavyweight Championship (4 veces)
  - NWA Florida Tag Team Championship (1 vez) - con Terry Funk
  - NWA Florida Television Championship (2 veces)
  - NWA International Heavyweight Championship (1 vez)
  - NWA North American Tag Team Championship (Florida version) (2 veces) - con Terry Funk (1) y David Von Erich (1)
  - NWA World Heavyweight Championship (1 vez)

- Continental Wrestling Association
  - CWA World Heavyweight Championship (1 vez)

- Georgia Championship Wrestling
  - NWA Georgia Tag Team Championship (1 vez) - con Terry Funk

- International Championship Wrestling
  - ICW Heavyweight Championship (1 vez)[4]

- Mid-Atlantic Championship Wrestling
  - NWA Mid-Atlantic Heavyweight Championship (2 veces)

- National Wrestling Alliance
  - NWA Hall of Fame (Class of 2006)

- NWA Hollywood Wrestling
  - NWA Americas Heavyweight Championship (1 vez)
  - NWA International Tag Team Championship (3 veces) - con Terry Funk
  - NWA World Tag Team Championship (Los Angeles Version) (1 vez) - con Terry Funk

- NWA Western States Sports
  - NWA Brass Knuckles Championship (Amarillo version) (2 veces)
  - NWA International Tag Team Championship (2 veces) - con Terry Funk
  - NWA North American Heavyweight Championship (Amarillo version) (1 vez)
  - NWA Western States Tag Team Championship (6 veces) - con Ricky Romero (2), The Super Destroyer (2), Ray Candy (1),  y Larry Lane (1)
  - NWA World Tag Team Championship (Texas Version) (2 veces) - con Terry Funk

- New England Wrestling Alliance
  - NEWA North American Heavyweight Championship (1 vez)

- Pro Wrestling Illustrated
  - PWI Match of the Year (1973) vs. Harley Race el 24 de mayo
  - PWI Match of the Year (1974) vs. Jack Brisco el 27 de enero

- Professional Wrestling Hall of Fame and Museum
  - Class of 2005

- Southwest Championship Wrestling
  - SCW World Tag Team Championship (1 vez) - con Terry Funk

- St. Louis Wrestling Hall of Fame

- St. Louis Wrestling Club
  - NWA Missouri Heavyweight Championship (1 vez)

- Stampede Wrestling
  - NWA International Tag Team Championship (Calgary version) (1 vez) - con Larry Lane
  - Stampede Wrestling Hall of Fame[5]

- World Wrestling Council
  - WWC Puerto Rico Heavyweight Championship (1 vez)
  - WWC Universal Heavyweight Championship (1 vez)
  - WWC World Tag Team Championship (1 vez) - con Terry Funk

- World Wrestling Entertainment
  - WWE Hall of Fame (Class of 2009)

- Wrestling Observer Newsletter awards
  - Wrestling Observer Newsletter Hall of Fame (Class of 1996)

- Other titles
  - New York Heavyweight Championship (1 vez)